# 西村幸生
西村 幸生（にしむら ゆきお、1910年11月10日 - 1945年4月3日）は、1930年代の日本を代表する職業野球選手（投手）。三重県宇治山田市世古町（現：伊勢市大世古町）出身。
主戦投手として、大学野球の関西大学、職業野球の大阪タイガースといった名門チームの黄金時代を築き、初代巨人キラーとしても知られる。現在では、「酒仙投手」と呼ばれることも多い。甥の西村隆明 は、伊勢市内で鰻料理店を営んでいる。

## 来歴
1917年に入学した宇治山田市立厚生小学校で野球を始め、1923年に三重県立宇治山田中学校に進学して野球部に入部するとたちまちエースになり、その後主将を任された。当時の中学校は5年制だったが、1年留年したため、6年目の1928年にも夏の三重県大会に出場することになった。同大会では、2回戦でノーヒットノーランを達成するなどして優勝に貢献した。全国中等学校優勝野球大会（甲子園）への出場が期待されたが、各県大会を勝ちあがったチームが争う東海大会で破れ、本大会への出場はならなかった。
宇治山田中学校を1929年に卒業した後、名古屋の実業団だった愛知電気鉄道鳴海倶楽部を経て、1931年に関西大学予科に入学し、その後同大法学部へ進学した。西村の入部によって関西大学野球部は黄金時代を迎え、1932年春から1936年秋にかけて、関西六大学野球リーグを一時的に脱退していた1934年を挟んで8連覇を達成した。同1932年秋、東西交流戦で来阪した東京六大学野球リーグのうち東京帝大を除く5大学（明立慶法早）と対戦し、5大学すべてに勝利した（計5勝1敗。1敗は慶大と2戦し1勝1敗のため）。加えて同年に来日したミシガン大学にも6-1で勝利。こうして西村は、大学野球界屈指の強豪となった関西大学の主将兼エースとして名声を博した。また、1933年と1936年にはハワイに遠征し、ここでも好成績を収めた。
1937年に関西大学を卒業すると、前年に設立されたばかりの職業野球各球団と実業団の双方で争奪戦が起こった。西村は、同じ宇治山田市出身で職業野球東京巨人軍のエースだった沢村栄治との対戦を望んで、大阪タイガースに入団したが、中等学校中退の沢村はともかく、「西村の幸生さんは大学まで出ておいて、サーカスみたいなところに就職した」と保守的な地方都市の巷の噂となったが、創成期のプロ野球の社会的認識度は総じて低かった。
西村は1937年春の対イーグルス2回戦で初登板し9対2の初勝利を収めると、次の対東京セネタース戦では早くも初完封を飾った。大学時代と比べて球速は落ちていたが、制球力で打者を手玉に取り、このシーズン9勝を挙げた。しかし、春のシーズンでは、タイガースの当時のライバルチームであった巨人と阪急軍の2チームからは1勝もできなかった。
1937年秋、巨人との開幕戦でリリーフして勝利投手となると、9月8日から10月4日までのタイガース14連勝の間には5勝を挙げるなどして、チーム独走の象徴的存在となり、エースピッチャーの座を掴んだ。11月14日、本拠地甲子園球場での2位巨人との試合で5対3の完投勝利を挙げ、優勝を決めた。このシーズン、最高殊勲選手賞（MVP）こそイーグルスの捕手バッキー・ハリスに譲ったものの、15勝3敗・防御率1.48で最多勝利と最優秀防御率の二冠となり、特に巨人に対しては4勝無敗の成績を収めて、職業野球を代表する投手となった。1937年12月1日から12月7日にかけて春優勝チームの巨人との間で行われた4勝先取の年度選手権決定試合では、登板した3試合全てで完投勝利し、年度優勝の立役者となった。特に、第1戦と最終戦の第6戦では、巨人のエース沢村栄治との投げ合いを制し、シーズン優勝に続いて、ここでも現在でいう胴上げ投手になった。
1938年春にもタイガースは独走で優勝し、前年秋からの連覇を果たした。西村は、このシーズンも主戦投手として活躍し、優勝が決まった7月13日のダブルヘッダーでは、1試合目の勝利投手となった。シーズンを通して安定した投球を続け、前シーズンに続いて最優秀防御率のタイトルを獲得した。しかし、最高殊勲選手賞はセネタースの苅田久徳が獲得した。1938年秋は優勝を巨人に譲ったため、同年11月26日から12月2日に再び巨人との間で年度選手権決定試合を行った。第1戦では、先発して延長10回表までを2失点に抑える好投をみせ、その裏に代打を出されたが、2死満塁から藤井勇がサヨナラ四球を選んだため、勝利投手となった。初戦の投手戦をサヨナラ勝ちで制したタイガースは、4連勝で2年連続の年度優勝を決めた。
1939年になると、肩の故障のために度々打ち込まれるようになり、最後の公式戦登板となった11月12日の対巨人戦では、6失点で降板した。同年末、3年連続となる東西対抗試合出場を終えると契約切れで退団した。1940年には満州新京の実業団であった新京電電でプレーしたが、同年限りで引退した。
1944年3月に応召し、翌1945年4月3日にフィリピンのバタンガスで戦死した（ルソン島の戦い#南部の戦闘、Battle of Batangas）。西村の御霊は御英霊の一人として、靖國神社及び及び故郷の三重県護国神社に祀られている。また、1977年、野球界に対する貢献が認められ、特別表彰での野球殿堂入りが決まった。
投手としての球種はニッケルカーブ(現在のスライダー)、シュート、カーブ。

## 人物
度々取っ組み合いの喧嘩をするなど仲の悪かった石本秀一（在籍当時のタイガース監督）は「数え切れない大投手を見てきたが、コントロールは稲尾和久と西村が双璧だった」と述べている。また、試合に勝利して得た賞金で酒を飲むことを好んだことから、野球評論家の大和球士は主戦投手をもじって「酒仙投手」と名付けた。そのため、酒好きという印象が実際よりも強く、練習も人前ではあまりしなかったために、不真面目な選手と思われていた時期もあった。しかし、タイガースの同僚であった若林忠志や松木謙治郎らは酒好きといっても酒豪というほどではないということや、一人で人一倍走り込みなどをしていたということを証言した。松木は、西村が宿舎の旅館では禁酒の規則を守っていたと記している。
鈴木龍二は回顧録で以下のような話を紹介している。甲子園駅近くのガード下の酒場で飲んでいると、西村が景浦將やライオン軍の水谷則一と連れだってかなり酔った姿で現れ、「ぼくも飲んでますが、ご心配いりません、大丈夫です、いくら酔っても、投げることはきちんと投げますから」と口にした。鈴木が先に宿に戻ってから警察から三人が暴れているという電話があり、鈴木は警官に謝って連れ帰った。翌日の試合に先発した西村はすばらしいピッチングで勝ちを収めたという。鈴木は西村のことを「決して憎めない快男児であった」と記している。
豪放に見えたが英会話が得意で、妻（日系二世）は関西大学のハワイ遠征の際に知り合った。妻の話だと、家では子煩悩（4女がいた）な父親だったという。戦後はハワイに帰国した。
巨人の沢村栄治と同郷であったことから、伊勢市倉田山公園野球場には両者の胸像が向かい合わせに建てられている。また、東京ドーム敷地内にある鎮魂の碑にはその名前が刻まれている。

## 詳細情報

### 年度別投手成績
| 年 度     | 球 団     | 登 板 | 先 発 | 完 投 | 完 封 | 無 四 球 | 勝 利 | 敗 戦 | セ 丨 ブ | ホ 丨 ル ド | 勝 率 | 打 者 | 投 球 回 | 被 安 打 | 被 本 塁 打 | 与 四 球 | 敬 遠 | 与 死 球 | 奪 三 振 | 暴 投 | ボ 丨 ク | 失 点 | 自 責 点 | 防 御 率 | W H I P |
| --------- | --------- | ----- | ----- | ----- | ----- | -------- | ----- | ----- | -------- | ----------- | ----- | ----- | -------- | -------- | ----------- | -------- | ----- | -------- | -------- | ----- | -------- | ----- | -------- | -------- | ------- |
| 1937春    | 大阪      | 19    | 18    | 6     | 1     | 0        | 9     | 3     | --       | --          | .750  | 504   | 116.2    | 101      | 1           | 51       | --    | 3        | 79       | 0     | 0        | 40    | 29       | 2.24     | 1.30    |
| 1937秋    | 大阪      | 25    | 17    | 14    | 3     | 0        | 15    | 3     | --       | --          | .833  | 732   | 182.1    | 131      | 2           | 76       | --    | 3        | 103      | 1     | 0        | 46    | 30       | 1.48     | 1.14    |
| 1938春    | 大阪      | 19    | 16    | 11    | 3     | 0        | 11    | 4     | --       | --          | .733  | 558   | 129.1    | 111      | 2           | 66       | --    | 1        | 65       | 3     | 1        | 41    | 22       | 1.52     | 1.37    |
| 1938秋    | 大阪      | 20    | 15    | 9     | 0     | 0        | 9     | 2     | --       | --          | .818  | 603   | 137.2    | 115      | 4           | 72       | --    | 5        | 58       | 6     | 1        | 49    | 38       | 2.48     | 1.36    |
| 1939      | 大阪      | 29    | 20    | 11    | 2     | 1        | 11    | 9     | --       | --          | .550  | 710   | 167.1    | 139      | 4           | 72       | --    | 1        | 89       | 1     | 2        | 60    | 45       | 2.42     | 1.26    |
| 通算：3年 | 通算：3年 | 112   | 86    | 51    | 9     | 1        | 55    | 21    | --       | --          | .724  | 3107  | 733.1    | 597      | 13          | 337      | --    | 13       | 394      | 11    | 4        | 236   | 164      | 2.01     | 1.27    |

- 各年度の太字はリーグ最高

### タイトル
- 最多勝利：1回 （1937年秋）
- 最優秀防御率：2回 （1937年秋 - 1938年春）※2シーズン連続は史上初、現在は稲尾和久・菅野智之・山本由伸に次ぐ歴代4位タイ

### 表彰
- 野球殿堂特別表彰（1977年）

### 背番号
- 19 （1937年 - 1939年）